# 小月氏
小月氏，又稱小月氏 ，古代民族與國家，源自月氏。在匈奴擊敗月氏後，部份成員西遷，建立獨立國家，稱大月氏。而留在原居地的成員，附屬於匈奴，稱小月氏。

## 歷史
在冒頓單于時代，匈奴數度擊敗月氏，月氏部落開始西遷，離開河西走廊。
前162年，老上單于再度擊敗月氏，佔領河西走廊。月氏部落大舉西遷，擊敗大夏，建立王庭，稱大月氏。而留在原居地的部眾，稱小月氏。
小月氏與當地羌族融合，附屬於匈奴右賢王之下。河西走廊成為休屠王與渾邪王的領土。
東漢時，河西走廊一帶的居民，被稱為盧水胡。主要由小月氏組成。此外，湟中也有一支小月氏部落，稱湟中月氏胡；在張掖的小部落，稱義從胡。

## 考證
學者認為，羯人的祖先可能是由小月氏分支。